# Gary Wheadon
Gary Wheadon, né le 1er février 1981 à Welkom, est un joueur professionnel de squash représentant l'Afrique du Sud. Il atteint en mars 2008 la 114e place mondiale sur le circuit international, son meilleur classement. Il est champion d'Afrique du Sud en 2017.

## Biographie
Ses deux parents jouaient au squash dans son enfance et il jouait avec eux trois à quatre fois par semaine, sa mère le battant jusqu'à ce qu'il s'entraîne dur et devienne assez bon pour la battre pendant son adolescence. À l'âge de 16 ans, il abandonne les autres sports pour ses consacrer au squash.
Il est champion d'Afrique du Sud en 2017 à l'âge de 36 ans.

## Palmarès

### Titres
- Championnats d'Afrique du Sud : 2017